# Giulia (film)
Giulia (Julia) è un film drammatico diretto da Fred Zinnemann nel 1977 basato sul romanzo autobiografico Pentimento (1973) di Lillian Hellman, che narra la storia e l'amicizia tra due donne sullo sfondo della Seconda guerra mondiale e del Nazismo.
L'adattamento della novella è di Alvin Sargent che con questo vinse l'Oscar per la migliore sceneggiatura non originale. Il film si è aggiudicato altri due Oscar per le interpretazioni di Vanessa Redgrave (miglior attrice non protagonista) e Jason Robards (miglior attore non protagonista). La nomination all'attrice inglese causò una forte opposizione della Lega di Difesa Ebraica, in quanto la Redgrave aveva finanziato un documentario a favore della Palestina.

## Trama
1934. La scrittrice Lillian Hellman vive in una casa al mare nel New England con il suo compagno, lo scrittore più noto Dashiell Hammett. È in crisi creativa e sente molto la mancanza della sua amica Giulia, appartenente ad una ricca famiglia di New York, che si trova a Vienna per studiare medicina, dopo aver studiato a Oxford con altri compagni, tra cui Sigmund Freud. Decide così di andare a trovarla a Vienna, con la speranza che la lontananza dalla sua terra l'aiuti a ritrovare l'ispirazione. Ma è un periodo duro, poiché il nazismo è alle porte. Infatti i nazisti attaccano Vienna e Giulia rimane vittima dell'attacco. Lillian viene informata dell'accaduto e si reca in visita all'ospedale, dove vede Giulia sfigurata in un letto. Poco dopo però Giulia viene spostata in un'altra casa di cura e non avrà modo di ritrovarla.
Tre anni dopo Lillian, che ha ritrovato il suo talento e ha finito la sua commedia, che ha ottenuto un successo straordinario, viene invitata a Mosca per una conferenza. Durante il tragitto Lillian incontra Johann, un politico mandato da Giulia, che la invita a compiere una pericolosa missione: prendere con sé cinquantamila dollari da consegnare a Giulia per aiutare gli antifascisti ad espatriare e per salvare degli ebrei. Inizialmente Lillian è indecisa, ma per amicizia accetta e si mette in viaggio per Berlino, dove in un ristorante incontra Giulia, divenuta antinazista e che ha perso una gamba. Lillian le consegna i soldi e Giulia le racconta di avere una figlia di circa un anno, di nome Lily, affidata alla famiglia di un fornaio in Alsazia. Giulia chiede a Lillian di prendersene cura nel caso non dovesse farcela a sopravvivere al conflitto, consapevole del pericolo che incombe su di lei. Le due donne quindi si separano.
Arrivata a Mosca, Lillian riceve una lettera che la informa che Giulia è stata uccisa dai nazisti. Una volta seppellita la donna in Inghilterra, Lillian poi si reca in Alsazia per adempiere alla sua promessa, ma non riesce a trovare Lily; si reca allora dalla famiglia di Giulia, ma questa non la aiuta poiché non vuole avere più niente a che vedere con la memoria della loro figlia. Lillian non riuscirà quindi a trovare la bambina e ad adempiere alla promessa fatta a Giulia. Ritornata a casa da Dashiell, rimarrà con lui fino alla sua morte, avvenuta nel 1961, dopo 30 anni passati insieme. Rimasta sola e ormai vecchia, si ritira su una barca a pescare dove riflette sulla sua vita, spiegando di non aver mai dimenticato Giulia e Hammett, le persone più importanti della sua vita.

## Produzione

### Riprese
Il film è stato girato in Inghilterra e Francia. La stazione ferroviaria di Strasburgo è stata scelta per ricreare la stazione di Berlino. La persona in penombra seduta sulla barca da pesca all'inizio e alla fine del film è la vera Lillian Hellman.

## Riconoscimenti
- 1978 - Premio Oscar
  - Miglior attore non protagonista a Jason Robards
  - Miglior attrice non protagonista a Vanessa Redgrave
  - Migliore sceneggiatura non originale a Alvin Sargent
  - Nomination Miglior film a Richard N. Roth
  - Nomination Migliore regia a Fred Zinnemann
  - Nomination Miglior attrice protagonista a Jane Fonda
  - Nomination Miglior attore non protagonista a Maximilian Schell
  - Nomination Migliore fotografia a Douglas Slocombe
  - Nomination Migliori costumi a Anthea Sylbert
  - Nomination Miglior montaggio a Walter Murch e Marcel Durnham
  - Nomination Miglior colonna sonora a Georges Delerue

- 1978 - Golden Globe
  - Miglior attrice in un film drammatico a Jane Fonda
  - Miglior attrice non protagonista a Vanessa Redgrave
  - Nomination Miglior film drammatico
  - Nomination Migliore regia a Fred Zinnemann
  - Nomination Miglior attore non protagonista a Jason Robards
  - Nomination Miglior attore non protagonista a Maximilian Schell
  - Nomination Migliore sceneggiatura a Alvin Sargent
- 1979 - Premio BAFTA
  - Miglior film
  - Miglior attrice protagonista a Jane Fonda
  - Migliore sceneggiatura a Alvin Sargent
  - Migliore fotografia a Douglas Slocombe
  - Nomination Migliore regia a Fred Zinnemann
  - Nomination Miglior attore non protagonista a Jason Robards
  - Nomination Migliore scenografia a Gene Callahan, Willy Holt e Carmen Dillon
  - Nomination Migliori costumi a Anthea Sylbert, Joan Bridge e Annalisa Nasalli-Rocca
  - Nomination Miglior montaggio a Walter Murch
  - Nomination Miglior colonna sonora a Georges Delerue
- 1979 - Premio César
  - Nomination Miglior film straniero a Fred Zinnemann
- 1978 - David di Donatello
  - David Europeo a Fred Zinnemann
  - Miglior attrice straniera a Jane Fonda

- 1978 - Nastro d'argento
  - Regista del miglior film straniero a Fred Zinnemann
- 1978 - Kansas City Film Critics Circle Award
  - Miglior attore non protagonista a Jason Robards
  - Miglior attrice non protagonista a Vanessa Redgrave
- 1977 - National Board of Review Award
  - Migliori dieci film
- 1977 - Los Angeles Film Critics Association Award
  - Miglior attore non protagonista a Jason Robards
  - Miglior attrice non protagonista a Vanessa Redgrave
  - Migliore fotografia a Douglas Slocombe
- 1977 - New York Film Critics Circle Award
  - Miglior attore non protagonista a Maximilian Schell
  - Nomination Miglior attrice non protagonista a Vanessa Redgrave
- 1978 - British Society of Cinematographers
  - Migliore fotografia a Douglas Slocombe
- 1978 - DGA Award
  - Nomination Miglior regia a Fred Zinnemann
- 1977 - National Society of Film Critics Award
  - Nomination Miglior attrice protagonista a Jane Fonda
  - Nomination Miglior attore non protagonista a Maximilian Schell
- 1978 - WGA Award
  - Miglior sceneggiatura non originale a Alvin Sargent